# Friedrich Wilhelm Sander
Friedrich Wilhelm Sander (Klodzko, 25 agosto 1885 – Berlino, 15 settembre 1938) è stato un ingegnere e imprenditore tedesco.
È considerato uno dei pionieri della missilistica.

## Biografia
Figlio di un militare di professione, Sander nacque a Glatz (l'odierna Klodzko), allora città tedesca. Dopo avere frequentato le scuole a Uslar, studiò ingegneria al Technikum Strelitz a Strelitz, dove conseguì la laurea in ingegneria meccanica. Nel 1909 si trasferì a Bremerhaven, dove lavorò in vari settori. Nel 1920 rilevò l'azienda dell’armaiolo Hermann Gerhard Cordes, che produceva pistole, attrezzature per la caccia, razzi pirotecnici, razzi di segnalazione a scopo marittimo e cannoni lancia-arpioni per baleniere. Sander migliorò e ampliò i prodotti della fabbrica, includendo pistole a razzo lancia-sagole per il salvataggio dei naufraghi. Nel 1925 acquistò la fabbrica di telegrafi navali Schultz a Bremerhaven, come prerequisito per potere accettare contratti di sviluppo offerti dalla Marina tedesca.
Nel 1928 fu contattato da Max Valier per conto dell'industriale Fritz von Opel per fornire razzi per la propulsione di automobili e aerei. Valier rimase colpito dalle attrezzature della fabbrica di Sander, che fu invitato a Russelsheim am Main, dove aveva sede la Opel, per condurre esperimenti congiunti. Opel, Valier e Sander diedero vita, insieme al progettista e costruttore di aerei Julius Hatry, al progetto Opel-RAK, che prevedeva la costruzione di una serie di veicoli con propulsione a razzo (automobili, aerei, veicoli ferroviari e motociclette). Nell’ambito di questo programma, nel 1928 furono condotti esperimenti con razzi a propellente liquido.
Dal 1930 Sander cominciò anche a produrre segretamente razzi a scopo militare sotto la direzione di Walter Dornberger. Per poter eseguire senza intoppi i crescenti ordini di sviluppo dell'esercito e dell'aeronautica, Sander costruì anche un'altra fabbrica di razzi a Wulsdorf, distretto del comune di Bremerhaven. Nel 1935, il governo nazista limitò drasticamente lo sviluppo dei razzi commerciali e di conseguenza le fabbriche di Sander incontrarono difficoltà finanziarie. Nonostante il divieto, Sander vendette i suoi razzi all'Italia, alleata della Germania. Il 31 gennaio 1935 Sander fu arrestato dalla Gestapo per tradimento. Sander si giustificò affermando che si trattava di versioni più vecchie dei suoi razzi a polvere, pertanto non riteneva proibito venderle. La sua  fabbrica venne messa sotto il controllo di un fiduciario militare e i suoi documenti furono confiscati. Rilasciato dopo tre mesi di custodia cautelare nell'aprile 1935, Sander fu arrestato nuovamente nel novembre 1935, trattenuto in carcere fino al processo e condannato nel settembre 1936 a quattro anni e mezzo di prigione e ad una grossa multa per "tradimento negligente". Fu costretto a vendere a un prezzo ridicolo le sue fabbriche, che furono incorporate nella neonata Donar GmbH e continuarono ad esistere sotto questo nome anche dopo la guerra. Sander ha ipotizzato che l'Ufficio Armi dell'Esercito (Heereswaffenamt) volesse sviluppare e produrre lui stesso le armi missilistiche. Nell'aprile 1938, Sander fu rilasciato. Per lui fu allestito un laboratorio a Berlino, dove gli fu permesso di condurre  esperimenti sotto il controllo della polizia. Morì all'improvviso nel settembre 1938, mentre si trovava in visita ad un conoscente. La famiglia sospettava che avesse avuto un infarto, dal momento che era tornato dalla prigione fisicamente debole.